# 응우옌반뜨엉
응우옌반뜨엉(베트남어: Nguyễn Văn Tường / 阮文祥 ❲완문상❳, 1824년 ~ 1886년)은 베트남 응우옌 왕조의 관리이며 정치인이다. 평민 출신으로 장원급제를 하여, 1883년부터 1884년까지 죽득 황제, 히엡호아 황제, 끼엔푹 황제를 모셨고, 3명의 황제를 잇따라 옹립, 폐위한 것으로 알려져 있다.

## 생애
응우옌 반뜨엉은 중부 베트남 꽝찌에서 평민 가문에서 태어났다. 아버지가 응우옌 왕조에 대한 반란에 가담했기 때문에 그는 과거를 볼 수 없게 되었으며, 벼슬에 나가는 것도 차단되었다. 1848년 10월 29일, 뜨득 황제가 즉위했다. 응우옌 반뜨엉과 뜨득 황제가 어떻게 알게 되었는지는 불분명하지만, 뜨득 황제의 보호로 과거를 볼 수 있게 된 응우옌 반뜨엉은 장원급제로 무사히 통과했다. 1852년, 응우옌 반뜨엉은 교부상서가 되었다. 1862년, 아버지가 사망하면서 절에 들어가 5년간 부친상을 치른 후, 다시 관직에 올랐다.
1858년 이후 프랑스는 베트남에 대한 간섭을 강화해 나갔다. 1873년, 뜨득 황제는 응우옌 반뜨엉에게 프랑스와 협상을 벌이도록 명령했다. 프랑스와의 조약을 체결했음에도 불구하고, 프랑스는 그를 전혀 신용하지 않았다. 같은 해, 그는 프란시스 가르니에에 의해 점령당한 하노이에서 점령군을 몰아내는 제2차 사이공 조약을 서명한 후 황제로부터 내정과 외교를 위임받았다. 1881년, 조정의 총리가 되었다.
뜨득 황제가 죽자 응우옌 반뜨엉은 진천성(陳踐誠), 존실설(尊室說)과 함께 섭정을 맡았다. 세 사람 중 응우옌 반뜨엉과 존실설이 조정을 주도했다. 그러나 궁중에서 권력이 있었던 것은 섭정뿐만 아니었다. 뜨득 황제의 어머니 자유 태황태후, 왕비인 학비(學妃), 장의 황태후 등 이른바 ‘삼궁’(三宮)이 주도권을 다투었다. 응우옌 반뜨엉은 학비와 은밀히 밀통하고 있었다.
뜨득 황제는 자식이 없었기에 3명의 조카를 양자로 들였다. 31세의 응우옌푹응쩐(阮福膺禛ㅡ 뜨득 황제의 동생인 서태공 완복홍의의 아들), 19세의 정몽당(正蒙堂, 뜨득 황제의 동생인 견국공 완복홍해의 아들), 그리고 14세 양선당(養善堂, 정몽당의 동생)까지 3명이었다.
베트남의 사학자 팜반선에 따르면, 뜨득 황제의 본래의 뜻은 양선당에게 제위를 잇게 하는 것이었지만, 섭정들이 삼궁의 압력에 굴복하여 완복응진을 제위에 올렸다고 주장한다. 뜨득 황제는 유서에 완복응진에 대한 부정적인 평가를 기록하며 상속 후보에서 제외했다. 그러나 황제로 즉위한 죽득 황제의 명령으로 그 글을 삭제시켰다. 죽득 황제의 행동을 보다 못한 섭정들은 황제를 처형했다. 사학자들 사이에서는 죽득제가 응우옌 반뜨엉과 학비의 불륜 관계에 개입했기 때문에 보복성으로 제거했다는 견해도 있다.
응우옌 반뜨엉 등은 이어 37세의 히엡호아 황제(協和帝)를 옹립했다. 그러나 히엡호아 황제는 섭정들의 영향력을 배제하려고 했고, 섭정들은 그를 폐위하려고 했다. 신변의 위험을 느낀 히엡호아 황제는 프랑스에 접근했고, 섭정들은 프랑스가 없는 동안에 히엡호아 황제를 죽이고 끼엔푹 황제(建福帝)를 옹립했다. 응우옌 반뜨엉과 학비의 음모가 드러나자 끼엔푹 황제는 두 명을 제거하려 했다. 그러나 그것을 눈치챈 학비는 선수를 쳤고, 황제가 복용하던 약에 독을 넣어 독살했다.
다음 황제로 옹립된 함응이 황제(咸宜帝)의 통치기간 동안, 존실설은 근왕 운동을 시작하며, 프랑스에 철저한 항전을 호소했다. 존실설은 함의 황제를 산속 신소성(新所城)에, 이어서 청나라에 데려가 원군을 요청했다. 그러자 프랑스는 즉시 동카인 황제(同慶帝)를 옹립했다.
프랑스는 존실설과 함의제에 2개월의 시간을 주었지만, 두 사람은 이후에도 저항을 계속했다. 1885년 9월 6일, 프랑스는 응우옌 반뜨엉과 존실정(尊室訂, 존실설의 아버지)을 꼰다오 제도에 유배했다. 응우옌 반뜨엉은 옥중에서도 반군에게 지시를 계속 내렸다. 그 후 프랑스가 응우옌 반뜨엉으로부터 1450만 피아스터 규모의 재산을 몰수했다.

### 만년
1885년 11월 23일, 응우옌 반뜨엉은 태평양의 타히티섬에 유배되어 이듬해 2월에 유배지에서 사망했다. 1886년 7월, 시신은 후에에 있는 가족에 반환되었다.

## 같이 보기
- 존실설

## 참고자료
- Chapuis, Oscar (2000). 《The Last Emperors of Vietnam: from Tu Duc to Bao Dai》. Greenwood Press. ISBN 0-313-31170-6.
- McLeod, Mark W. (1991). 《The Vietnamese response to French intervention, 1862–1874》. Praeger. ISBN 0-275-93562-0.